# 1/3 no Junjou na Kanjou
«1/3 no Junjou na Kanjou» (яп. 1/3の純情な感情 Самбун но ити но дзюндзё: на кандзё:, «1/3 чувств от чистого сердца») — сингл японской рок-группы Siam Shade, вышедший 27 ноября 1997 года. Это самый известный хит группы, а также самый продаваемый их релиз, занявший высокие места в чарте Oricon. Песня стала закрывающей композицией к популярному аниме Rurouni Kenshin.
Песня многократно перепевалась известными японскими исполнителями. Кавер-версия хэви-метал-группы NoGoD вошла на первый выпуск серии «Crush! −90’s V-Rock Best Hit Cover Songs-», где популярные visual kei-группы 2000-х поют песни наиболее значимых групп этого жанра 90-х годов. На сборник «Counteraction -V-Rock covered Visual Anime songs Compilation-» где visual kei группы исполняют популярные аниме-песни, вошла кавер-версия этой песни от молодой хард-рок группы Fest Vainqueur. Помимо этого, песня исполнялась такими коллективами как Acid Black Cherry, Megamasso, Buono! и Flow. На сборнике Siam Shade Tribute, который записали участники известных западных рок-групп в дань уважения коллективу, песню исполнил Джени Лейн, бывший вокалист глэм-метал группы Warrant

## Список композиций
| №  | Название                                     | Длительность |
| -- | -------------------------------------------- | ------------ |
| 1. | «1/3 no Junjou na Kanjou»                    | 3:35         |
| 2. | «D.D.D.»                                     | 3:33         |
| 3. | «1/3 no Junjou na Kanjou (Original Karaoke)» | 3:35         |

- Лирика была написана вокалистом группы Хидэки, а основные мелодии ведущим гитаристом Дайтой. Партии остальных инструментов, были написаны остальными участниками группы соответственно.